# 노트란스카

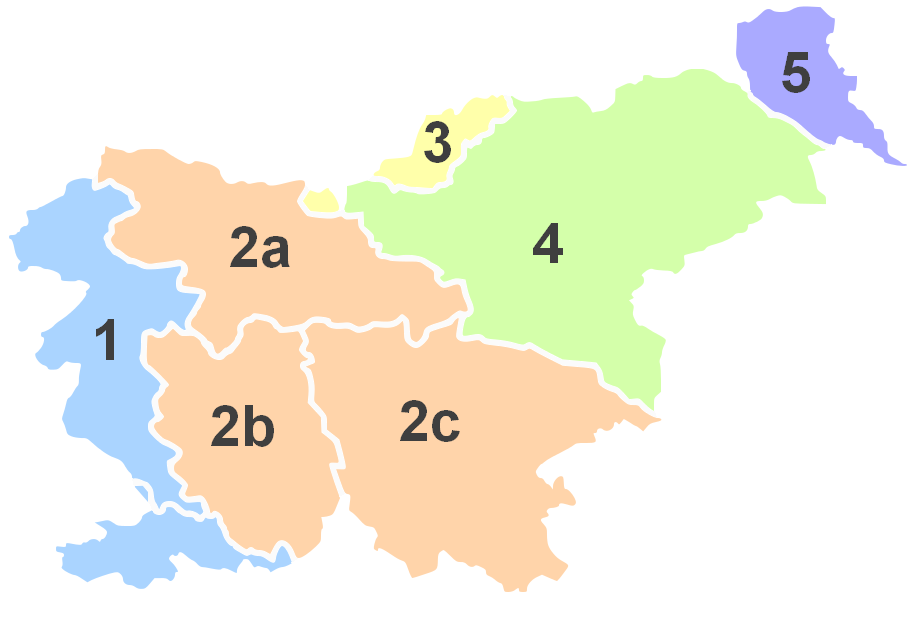
2b번으로 표시된 노트란스카 지방 (빨간색)

노트란스카(슬로베니아어: Notranjska)는 슬로베니아의 전통적인 지방 가운데 하나이다. 공식적인 행정 구역 단위는 아니며 가장 큰 도시는 포스토이나이다. 역사적으로 합스부르크 왕가의 지배를 받았던 곳이다.